# Incubo d'amore
Incubo d'amore (Dream Lover) è un film statunitense del 1993 diretto da Nicholas Kazan.
La colonna sonora originale è stata composta da Christopher Young.

## Trama
Poco dopo il divorzio dalla prima moglie, l'architetto di successo Ray accetta di unirsi all'amico Norman, partecipando ad una serata di inaugurazione di una galleria d'arte, durante la quale rovescia involontariamente un bicchiere di vino sul vestito della sconosciuta Lena Mathers. Una settimana dopo la incontra nuovamente al supermercato e la invita a cena. Dopo la prima sera i due iniziano a frequentarsi e in breve si sposano. Malgrado il primo anno di matrimonio sia felice e coronato dalla nascita di una bambina, alcune bugie di Lena sul suo passato spingono Ray ad investigare. Scopre che Lena ha mentito sulla sua vera identità e sulle sue origini, ma la donna sostiene di non aver detto la verità per paura di essere abbandonata.
La vita coniugale riprende e nasce un figlio, ma ben presto Ray si accorge che la moglie si reca settimanalmente in un albergo. Di fronte alla sua scenata di gelosia, Lena ammette con compiacimento di essere l'amante di Norman da prima del matrimonio. In preda all'ira, Ray la schiaffeggia ripetutamente ed esce di casa. Quando rientra trova la casa sottosopra e Lena piena di lividi, e viene incarcerato. Grazie a sapienti prove create ad arte, il giudice si convince dell'infermità mentale di Ray e lo fa rinchiudere per sei mesi in un ospedale psichiatrico, dove l'uomo mantiene la lucidità fingendo di assumere le medicine. Riesce a far venire da lui un'amica, con cui scopre che l'amante di Lena non è Norman, utilizzato come inconsapevole pedina nel piano, ordito dalla donna e alcuni complici per ottenere tutti i soldi del marito. Quando Lena va a trovare Ray in ospedale, ormai convinta di averlo in pugno, si sente dire di aver commesso un errore nel piano: essendo mentalmente infermo, Ray non è perseguibile penalmente per l'omicidio della donna; subito dopo la uccide.

## Edizione italiana
Il doppiaggio della pellicola è stato eseguito presso l'International Recording, con la partecipazione della CVD - Cine Video Doppiatori. La direzione del doppiaggio è stata affidata a Solvejg D'Assunta, assistita da Anna Lenzi, mentre i dialoghi italiani sono a cura di Giorgio Piferi. Il fonico di missaggio è Romano Pampaloni, mentre i titoli di testa – localizzati in occasione dell'edizione cinematografica e VHS del film – sono di Aldo Mafera.